# Gran Consell del Feixisme

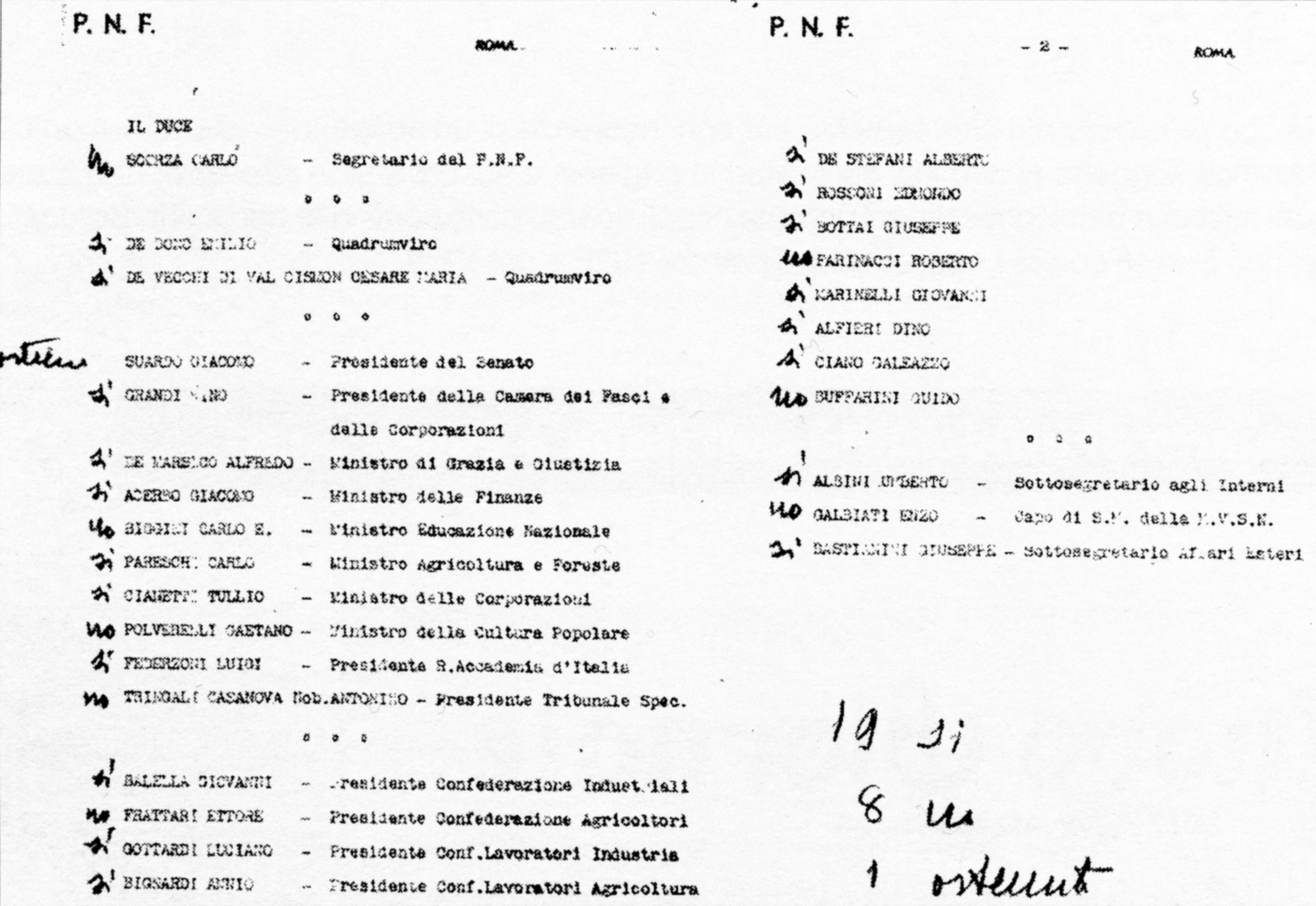
Resolució del Gran Consell Feixista del 25 de juliol de 1943, on s'emetia un vot de no confiança contra el Primer Ministre d'Itàlia Benito Mussolini.

El Gran Consell del Feixisme (en italià Gran Consiglio del Fascismo) fou un dels principals òrgans de govern durant la Itàlia Feixista al costat de la Cambra del Fasci i de les Corporacions (en italià, Camera dei Fasci e delle Corporazioni).

## Història
El Consell fou instituït el desembre del 1922 com un òrgan del Parti Nacional Feixista i la seva seu era al Palau Venècia, que era a més seu de la Presidència del Govern en mans de Benito Mussolini. Cinc anys després, el desembre del 1928, el Gran Consell Del Feixisme adquireix per llei la consideració d'òrgan constitucional del Regne d'Itàlia. Oficialment la institució perdurarà fins a l'agost del 1943 quan és dissolt oficialment. Un mes abans, el 24 de juliol en l'anomenada ordre del dia Grandi, Mussolini és destituït com a cap del govern.

## Estructura
El Consell era nomenat i presidit per Benito Mussolini, Cap de Govern i a més Secretari del Partit Nacional Feixista. Entre els seus membres hi havia:
- Els Quadrumvirii de la Marxa sobre Roma d'agost del 1922: Michele Bianchi, Emilio de Bono, Cesare María de Vecchi e Italo Balbo, a més del mateix Mussolini.
- El President del Senat
- El President de la Cambra de Diputats, anomenada des del 1939 com a feixista: Camera dei Fasci e delle Corporazioni.
- El Ministre de Justícia.
- El Ministre d'Afers Estrangers
- El Ministre d'Agricultura i Silvicultura.
- El Ministre d'Educació.
- El Ministre de les Corporacions.
- El Ministre de Cultura Popular
- El President de la Reial Acadèmia d'Itàlia.
- El President del Tribunal Especial de l'Estat d'Emergència i Defensa.
- El President de la Corporació d'Industrials, Treballadors del camp i treballadores industrials.
- El Cap del Gabinet, alhora comandant de les Camises Negres.
- Aquells que haguessin estat ministres per un període de tres anys

## Funcions
El Consell tenia bàsicament unes funcions consultives i poca cosa més. A partir del 1928, paral·lelament a la pràctica liquidació del sistema liberal a Itàlia, l'organisme s'institucionalitzarà definitivament. A partir d'aquesta data el Consell serà l'encarregat de presentar una llista electoral única formada per noms presentats per les corporacions i d'altres organitzacions feixistes. A més pot proposar noms de nous ministres o de cap de govern i opinar sobre aspectes tan constitucionals com de qualsevol altre tipus a proposta del Govern tot i que la seva opinió no era vinculant.